# دول پاتریک
دِوَل پاتریک (به انگلیسی: Deval Patrick) فرماندار ایالت ماساچوست از حزب دموکرات ایالات متحده آمریکا بود که در تاریخ ۴ ژانویه ۲۰۰۷ میلادی به عنوان فرماندار انتخاب شد و تا سال ۲۰۱۵ در این سمت باقی ماند.